# Andrón

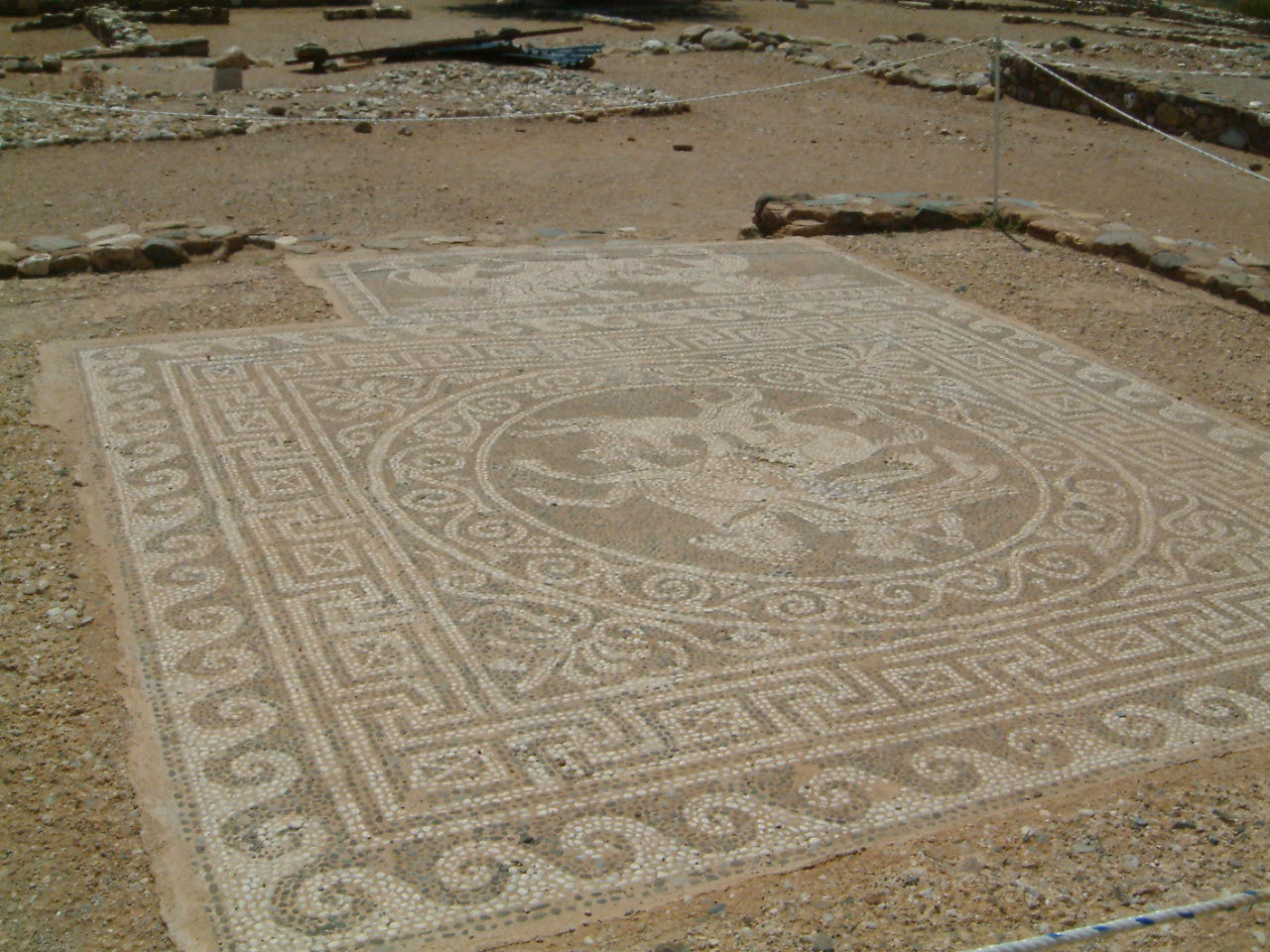
Mosaico de una casa de la antigua Grecia. Antiguamente estaba rodeado de columnas.

El andrón o andronitis (griego antiguo Ἀνδρών-ῶνος) designa en la arquitectura doméstica de la antigua Grecia a la estancia o parte de la casa reservada a los hombres. Consistía en un patio descubierto (aulê), rodeado de columnas, alrededor del cual estaban dispuestas las diversas habitaciones para el servicio del propietario y de los que vivían con él. Estaba separada por un pasillo y una puerta del gineceo, que contenía las habitaciones de las mujeres.